# 圣马尔蒂-德里奥科尔布
桑特马尔蒂德留科尔布，是西班牙加泰罗尼亚莱里达省的一个市镇。 总面积35平方公里，总人口699人（2001年），人口密度20人/平方公里。